# Pisaurina undulata
Pisaurina undulata là một loài nhện trong họ Pisauridae.
Loài này thuộc chi Pisaurina. Pisaurina undulata được Eugen von Keyserling miêu tả năm 1887.